# Hugh MacDonald
Hugh Macdonald (n. 31 de enero de 1940 en Newbury, Berkshire) es un musicólogo inglés conocido principalmente por su trabajo relacionado con la música del siglo XIX, especialmente de Francia. Ha sido editor general de Hector Berlioz: New Edition of the Complete Works —un catálogo que reúne la obra completa de Berlioz— desde su creación en 1967 y ha participado activamente en el resurgimiento del interés en la música de Berlioz. También el autor de varias entradas en el Grove Dictionary of Music and Musicians.

## Biografía
Macdonald estudió con Raymond Leppard en la Universidad de Cambridge de 1958 a 1966. Continuó sus estudios obteniendo un doctorado en Cambridge en 1969, después de investigar la música de Hector Berlioz con una tesis que consiste en una edición crítica de Los Troyanos. Trabajó en la facultad de música de Cambridge de 1966 a 1971 y en la facultad de música de la Universidad de Oxford de 1971 a 1980. Se convirtió en Gardiner Professor of Music de la Universidad de Glasgow en 1980 —un cargo especial ofrecido por la universidad a maestros destacados—, donde permaneció hasta 1987, cuando fue nombrado Avis Blewett Professor of Music en la Universidad Washington en San Luis —también un cargo especial ofrecido por esta universidad—.